# 마운트배튼오브버마 백작부인 에드위나 마운트배튼
마운트배튼오브버마 백작부인 에드위나 신시아 아네트 마운트배튼(영어: Edwina Cynthia Annette Mountbatten, Countess Mountbatten of Burma, CI, GBE, DCVO, GCStJ, 1901년 11월 28일 ~ 1960년 2월 21일)는 영국의 귀족으로 마운트배튼 경의 부인이다. 부친은 제1대 마운트 템플 남작 윌프리드 애슐리이다. 자녀는 제2대 마운트배튼오브버마 여백작 패트리샤 내치불, 레이디 파멜라 힉스 등이 있다.